# Caleb Wales
Caleb Wales (* 31. Oktober 1988) ist ein Fußballschiedsrichterassistent aus Trinidad und Tobago. Er steht als dieser seit 2013 auf der Liste der FIFA-Schiedsrichter.

## Karriere
Als Assistent begleitete er international nebst mehreren Freundschaftsspielen und Pflichtspielen von Nationalmannschaften und Klubwettbewerben unter anderem Spiele beim Gold Cup 2019 und 2021. Zur Weltmeisterschaft 2022 wurde er ins Aufgebot der Assistenten berufen.